# Лаперуз-Фосат
Лаперу́з-Фоса́т (фр. Lapeyrouse-Fossat, окс. La Peirosa e Fossat) — коммуна во Франции, находится в регионе Юг — Пиренеи. Департамент — Верхняя Гаронна. Входит в состав кантона Монтастрюк-ла-Консейер. Округ коммуны — Тулуза.
Код INSEE коммуны — 31273.

## География
Коммуна расположена приблизительно в 580 км к югу от Парижа, в 12 км к северо-востоку от Тулузы.
По территории коммуны протекает река Бенас (фр. Bénas).

## Климат
Климат умеренно-океанический. Зима мягкая и снежная, весна характеризуется сильными дождями и грозами, лето сухое и жаркое, осень солнечная. Преобладают сильные юго-восточные и северо-западные ветры.

## Население
Население коммуны на 2010 год составляло 2686 человек.
| 1962 | 1968 | 1975 | 1982 | 1990 | 1999 | 2010 |
| ---- | ---- | ---- | ---- | ---- | ---- | ---- |
| 493  | 607  | 894  | 1295 | 1596 | 2055 | 2686 |

## Экономика
В 2010 году среди 1755 человек трудоспособного возраста (15—64 лет) 1318 были экономически активными, 437 — неактивными (показатель активности — 75,1 %, в 1999 году было 73,9 %). Из 1318 активных жителей работали 1240 человек (652 мужчины и 588 женщин), безработных было 78 (34 мужчины и 44 женщины). Среди 437 неактивных 187 человек были учениками или студентами, 161 — пенсионерами, 89 были неактивными по другим причинам.

## Достопримечательности
- Церковь Успения Божьей Матери (XVI век)
- Замок Лаперуз (XVIII век)

## Фотогалерея

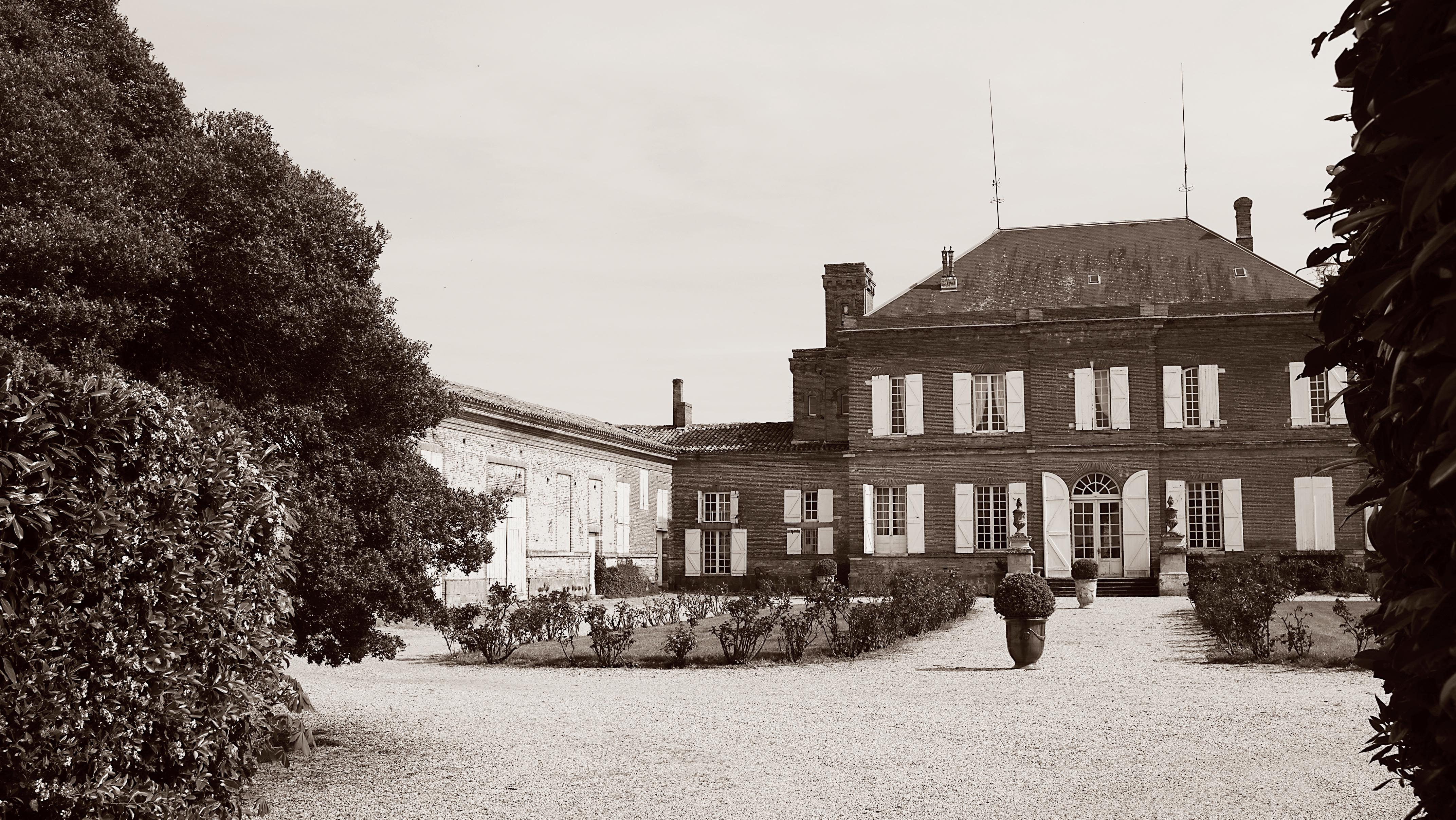
Замок Лаперуз
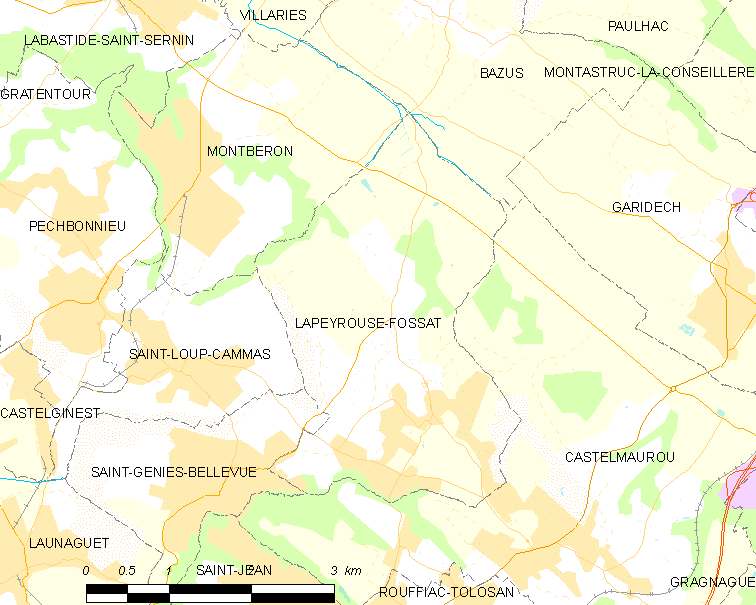
Карта коммуны